# Browningia pilleifera
Browningia pilleifera ist eine Pflanzenart aus der Gattung Browningia in der Familie der Kakteengewächse (Cactaceae). Das Artepitheton pilleifera leitet sich von den lateinischen Worten pil[l]eus für ‚Filzkappe‘ sowie -fer für ‚-tragend‘ ab und verweist auf die erhobenen, filzigen Areolen der Art.

## Beschreibung
Browningia pilleifera wächst baumförmig, erreicht Wuchshöhen von 3 bis 4 Meter und ist von nahe der Basis stark ausladend bis aufstrebend verzweigt. Es sind 7 bis 9 dreieckige oder gerundete Rippen vorhanden. Die Areolen auf älteren Trieben fließen zusammen. Aus den alten vegetativen Trieben entspringen einige vergrauende Dornen. Die bis zu drei Mitteldornen sind bis zu 5 Zentimeter lang. Die bis zu drei Randdornen weisen eine Länge von 1 bis 3 Millimeter auf. Die blühfähigen Triebe sind dornenlos, jedoch mitunter mit einigen weißlichen Härchen besetzt.
Die weißen Blüten erreichen eine Länge von 3,2 bis zu 3,5 Zentimeter und sind mit Schuppen besetzt. Die keulenförmigen, grünen Früchte weisen Durchmesser von bis zu 2 Zentimeter auf.

## Verbreitung, Systematik und Gefährdung
Browningia pilleifera ist in der peruanischen Region Amazonas bei Balsas entlang des Río Marañón verbreitet.
Die Erstbeschreibung als Gymnanthocereus pilleifer erfolgte 1967 durch Friedrich Ritter. Paul Clifford Hutchison stellte die Art 1968 in die Gattung Browningia.
In der Roten Liste gefährdeter Arten der IUCN wird die Art als „Least Concern (LC)“, d. h. als nicht gefährdet geführt.

## Nachweise